# ハル・イン・チロル
ハル・イン・チロル（Hall in Tirol）は、オーストリアのチロル州の町である。

## 名称
ハレ（Halle）またはハル（Hall）はケルト語で塩を示す言葉であり、製塩所の存在から中高ドイツ語「hal」を由来とする。ハルという名称は1256年まで遡ることができ、1316年には「ハル・イン・インタール (Hall im Inntal)」として文書に見られる。現在の「ハル・イン・チロル (Hall in Tirol)」の名は19世紀から一般的になった。
保養所の設立をうけて、1938年から1974年までの間は「ソルバット・ハル (Solbad Hall)」という町名が用いられた。

## 地理
インスブルックの東10kmの場所にあり、海抜は574mである。

## 人口
2011年1月の人口は約12,700人である。

## 歴史
1232年の文書で初めてハルについて言及され、1256年には岩塩生産についても記されている。
市の北部、ハル谷のアプサムでの岩塩採掘が13世紀以来のハル周辺地域の主要な産業であった。採掘された岩塩は神聖ローマ帝国のチロル伯マインハルトの命令によって作られた10kmの木製パイプラインでイン川沿いの蒸発池に導かれ、製造された塩はチロル以外にスイスやシュヴァルツヴァルト、ライン渓谷に出荷された。
1303年、ケルンテン公兼チロル伯オットーによって、塩の販売権を含むインスブルックと完全に同じ権利を与えられ、ハルの塩はイン川、ドナウ川の水運により、チロルの北部の主要市場に出荷された。
1447年の火災で市街地のかなりの部分が罹災して一時的に衰退したが、その後の復興に好景気が重なって再建ブームが数十年も続き、再建が完了する頃には300軒以上の建物があった。
1477年にオーストリア大公ジギスムントによって造幣所がメラーンからハルへと移された。近隣のシュヴァーツにおける銀生産を見込んでのことだといわれる。
1486年に、高品位なターラー銀貨がハルのハーゼック城で作られた。16世紀には自動化されたコイニングマシンが導入された。この機械のレプリカはハル貨幣博物館(旧：ハーゼック城)に展示されている。
15世紀から16世紀を通じて、ハルはオーストリアの最も重要な町の一つとなり、この時期に旧市街の教会や修道院が多く建設された。このため、ハルの古い町並みはオーストリアの西部で最大規模となっている。
1809年に造幣所の建物が解体され、造幣機能の一部がミュンヘンへと移された。
1858年に鉄道（クフシュタイン - インスブルック線）が開通し、これ以後イン川を用いた水運が衰退した。
オーストリア＝ハンガリー帝国軍の駐屯地になり、帝国崩壊後も駐屯地と大規模な貨物駅は第二次世界大戦中に激しい爆撃を受けたが、旧市街はほぼ無傷で残った。
1967年、塩の採掘場が閉鎖された。
1973年に旧市街の再活性化が始まり、その後数十年間で300軒以上の家屋が修復された。
1975年には造幣所が再開され、翌1976年の冬季五輪インスブルック大会に際して100シリング硬貨を発行した。その後も100シリングと500シリング硬貨を発行し、オーストリアがユーロに移行することになると2001年に記念硬貨として1486年以来のグルディナー銀貨を発行した。

## 世界遺産暫定リストへの選出
2013年2月1日、ハル・イン・チロルは世界遺産の暫定リストに選出された。分類は文化遺産であり、初期の圧延による造幣の牽引者としての重要性から登録基準(1)(2)(4)を満たしうるとして提出された。
そのまま登録候補として推薦されていたが、諮問機関であるICOMOSが行った2014年9月からの実地調査の結果「不登録」と勧告された。
このためオーストリア政府の要請によって、2015年の第39回世界遺産委員会による審議前に推薦が撤回された。

## 市章
町の紋章は、塩の樽を抱える2頭のライオンがデザインされている。

## 姉妹都市と友好都市
ハル・イン・チロルは2023年時点で以下の都市と姉妹都市または友好都市である。

### 姉妹都市
- ソンマカンパーニャ、イタリア

### 友好都市
- イーザーローン、ドイツ
- ヴィンタートゥール、スイス
- アルコ、イタリア
- ブリクセン/ブレッサノーネ、イタリア